# Castellar de la Frontera
Castellar de la Frontera é um município da Espanha na província de Cádiz, comunidade autónoma da Andaluzia, de área 179 km² com população de 2995 habitantes (2007) e densidade populacional de 15,73 hab/km².

## Demografia
| Variação demográfica do município entre 1991 e 2004 | Variação demográfica do município entre 1991 e 2004 | Variação demográfica do município entre 1991 e 2004 | Variação demográfica do município entre 1991 e 2004 |
| --------------------------------------------------- | --------------------------------------------------- | --------------------------------------------------- | --------------------------------------------------- |
| 1991                                                | 1996                                                | 2001                                                | 2004                                                |
| 2269                                                | 2388                                                | 2571                                                | 2813                                                |